# Miguel Oliveira (Rennfahrer)
Miguel Ângelo Falcão de Oliveira (* 4. Januar 1995 in Almada) ist ein portugiesischer Motorradrennfahrer, der zurzeit in der MotoGP-Klasse der Motorrad-Weltmeisterschaft auf einer Aprilia antritt. Oliveira wurde jeweils einmal Vizeweltmeister in der Moto3- und Moto2-Klasse in den Jahren 2015 und 2018. Mit insgesamt 17 Grand-Prix-Siegen ist Oliveira zurzeit der erfolgreichste Motorradrennfahrer Portugals und zeitgleich der erste und einzige portugiesische Fahrer, der einen Rennsieg in der Motorrad-Weltmeisterschaft einfuhr.

## Karriere

### Anfangsjahre
Miguel Oliveira sammelte seine ersten internationalen Rennerfahrungen 2008 im Red Bull MotoGP Rookies Cup, den er mit Siegen in Donington und Assen als Zwölfter der Gesamtwertung abschloss.
2009 und 2010 trat er in der 125-cm³-Klasse der spanischen Meisterschaft an. Im ersten Jahr wurde Oliveira hinter Alberto Moncayo und Maverick Viñales Gesamt-Dritter. 2010 belegte er nach vier Siegen in sieben Rennen mit zwei Punkten Rückstand auf Viñales Rang zwei. Auch im EM-Lauf der Saison auf dem Circuito de Albacete wurde er hinter Maverick Viñales Zweiter.

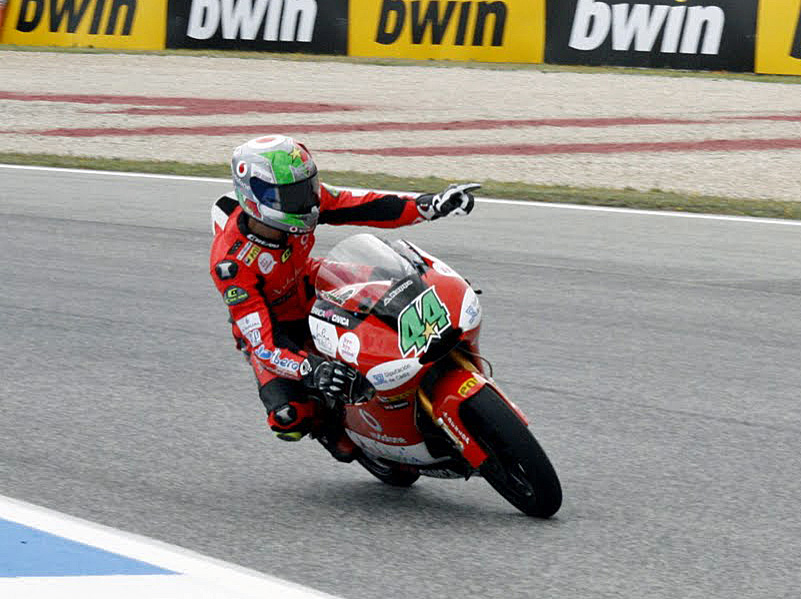
Oliveira 2011 auf Aprilia

### 125-cm³-/Moto3-Klasse
2011 debütierte Miguel Oliveira auf einer Aprilia des Teams Andalucia Banca Civica in der 125-cm³-Klasse der Motorrad-Weltmeisterschaft. Bestes Saisonresultat war Rang sieben beim Heimrennen in Portugal. In der Gesamtwertung belegte er Rang 14.
Ab der Saison 2012 wurde die 125-cm³-Klasse von der Moto3-Klasse abgelöst, an der Oliveira auf einer Suter-Honda für das Team Estrella Galicia 0,0 teilnahm. In dieser Saison gelang ihm beim Großen Preis von Katalonien in Barcelona mit dem dritten Platz seine erste Podiumsplatzierung in der Motorrad-WM und Rang acht in der Gesamtwertung.
In den Saisons 2013 und 2014 trat Oliveira auf Mahindra für das Werksteam Mahindra Racing an. 2013 gelangen ihm bei der Dutch TT in Assen seine erste Pole-Position sowie seine erste Schnellste Rennrunde im Rahmen der Motorrad-Weltmeisterschaft. Die Saison schloss er mit 150 Zählern als WM-Sechster ab. 2014 wurde er Gesamt-Zehnter.

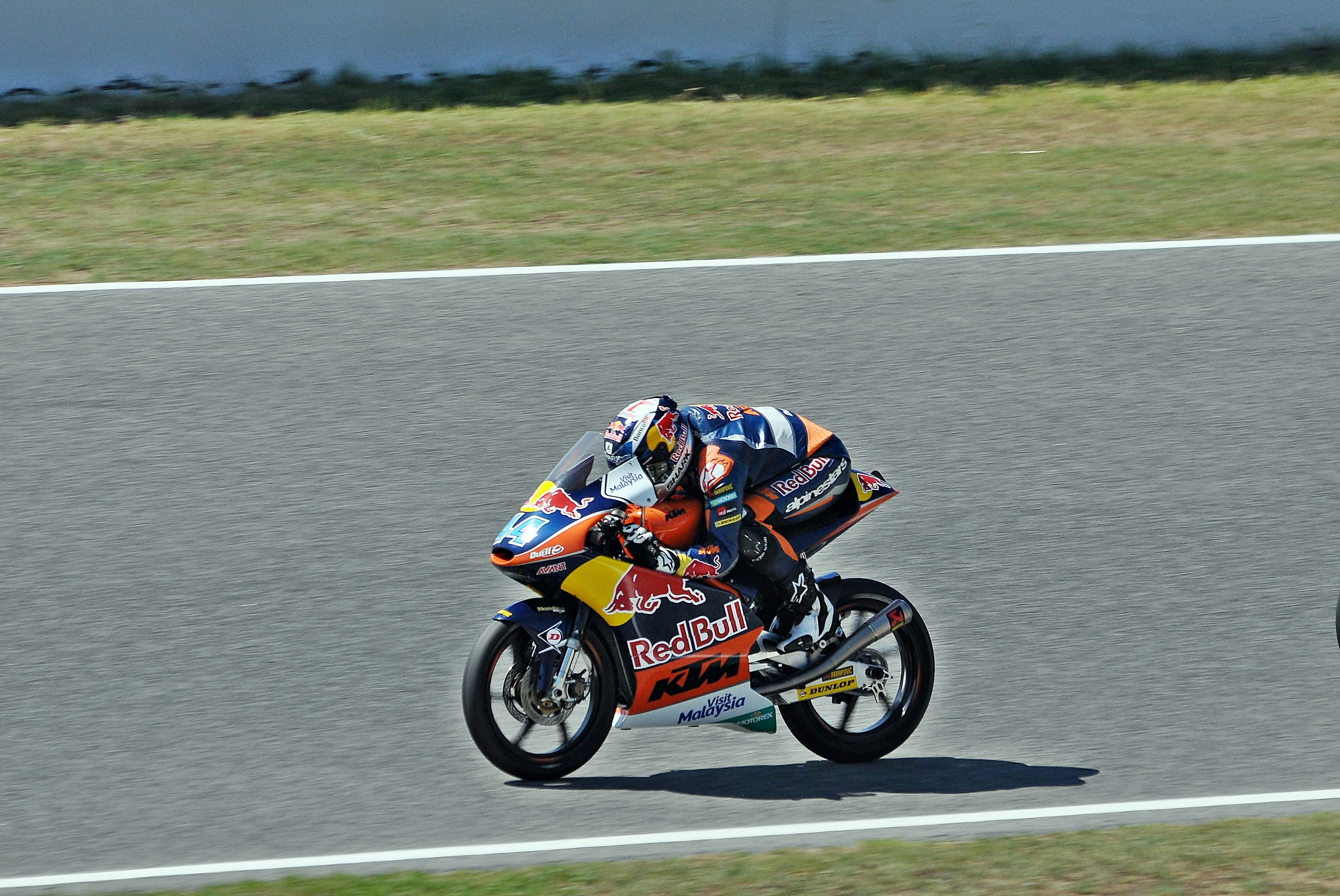
Oliveira 2015 auf KTM

Seine erfolgreichste Saison in der Moto3-Klasse hatte Miguel Oliveira 2015 auf einer KTM im Team Red Bull KTM Ajo. Am 31. Mai des Jahres gelang ihm beim Grand Prix von Italien in Mugello sein erster Grand-Prix-Sieg und gleichsamt der erste Sieg eines Portugiesen bei einem WM-Grand-Prix überhaupt. Nach weiteren Siegen bei der Dutch TT, in Aragonien, Australien, Malaysia und Valencia belegte er mit 254 Punkten hinter dem Briten Danny Kent (Honda) Rang zwei im Gesamtklassement.

### Moto2-Klasse
Zur Saison 2016 wechselte Oliveira in die Moto2-Klasse und trat auf einer Kalex für das Team Leopard Racing an und errang verletzungsgeplagt lediglich Rang 21 der WM-Wertung.
Zu seiner zweiten Moto2-Saison wechselte Oliveira 2017 zurück ins KTM-Werksteam Red Bull KTM Ajo, das neu in diese Klasse eingestiegen war. Besonders im letzten Saisondrittel erwies sich die komplett neue Maschine als immer konkurrenzfähiger. Oliveira siegte in den letzten drei Saisonrennen und erreichte hinter dem Italiener Franco Morbidelli und Thomas Lüthi aus der Schweiz (beide Kalex) damit den dritten Platz der Gesamtwertung.
Auch in der Saison 2018 war er erfolgreich und zählte durch seine Siege im Vorjahr zum Kreis der Titelfavoriten. Oliveira stand in dieser Saison in 18 Rennen zwölfmal auf dem Podium und gewann die Rennen in Italien, Tschechien und das letzte in Valencia. Er wurde in der Gesamtwertung mit nur neun Punkten Rückstand hinter Francesco Bagnaia Vizeweltmeister. 

### MotoGP-Klasse
Zur Saison 2019 wechselte Oliveira in die MotoGP-Klasse und ging für das Red Bull KTM Tech 3 Team weiterhin auf einer KTM, an der Seite von Hafizh Syahrin, an den Start. Mit 33 Punkten belegte er am Ende Rang 17 im Gesamtklassement. Bestes Saisonergebnis war ein achter Platz beim Grand-Prix vom Österreich.
Auch im Jahr 2020 trat er für das Red Bull KTM Tech 3 Team an. Sein Teamkollege war in diesem Jahr Iker Lecuona. Beim Großen Preis der Steiermark gelang Oliveira sein erster Sieg in der MotoGP-Klasse. In der letzten Rennrunde fuhr er an dritter Stelle hinter Jack Miller (Ducati) und KTM-Werksfahrer Pol Espargaró in die letzte Kurve. Miller und Espargaró gerieten im Kampf um den Sieg weit nach außen, Oliveira wählte die schnellere Innenlinie, überholte beide und gewann das Rennen. Dieser Sieg war der erste eines Portugiesen in der seit 1949 bestehenden Königsklasse überhaupt und zudem der erste für das Tech-3-Team, das seit 2001 in der höchsten Klasse aktiv ist. Es folgte noch ein weiterer Sieg beim letzten Grand-Prix in Portugal, seinem Heimrennen. Er beendete die Saison mit 125 Punkten auf Rang neun.
2021 wechselte Oliveira in das KTM-Werksteam und wurde Nachfolger für Pol Espargaró. Sein Teamkollege war sein früherer Moto2- und Moto3-Teamkollege Brad Binder. Mit Ausnahme der drei aufeinanderfolgenden Rennen in Mugello, Katalonien und Deutschland, in denen er zwei zweite Plätze und einen Sieg einfuhr, erreichte er in den übrigen Rennen nur ein Top-10-Ergebnis. Die Saison beendete er mit 94 Punkten auf Rang 14.
Im Jahr 2022 startete er wiederum für das KTM-Werksteam. Mit zwei Saisonsiegen und etwas konstanteren Leistungen beendete er die Saison mit 149 Punkten auf Rang 10 des Gesamtklassements.
Zur Saison 2023 wurde sein Vertrag im KTM-Werksteam nicht verlängert. Er wurde dort durch Jack Miller ersetzt. Da Oliveira nicht bereit war, in das Kundenteam von KTM zu wechseln, was für ihn einen Abstieg innerhalb der KTM-Struktur bedeutet hätte, entschied er sich zu einem Wechsel zum Cryptodata RNF MotoGP Team. Dieses wechselte zur Saison 2023 zu Aprilia und setzte nunmehr die RS-GP ein. Die Saison war jedoch geprägt von unverschuldeten Stürzen mit Verletzungen und technischen Problemen bei seiner Vorjahres-Aprillia. Bestes Saisonresultat war ein vierter Platz beim Großen Preis von Großbritannien, in dem ihm nur 0,750 Sekunden auf den Sieger Aleix Espargaró fehlten. In der Gesamtwertung belegte er mit 76 Punkten Rang 16.

## Statistik

### Erfolge
- 17 Grand-Prix-Siege

### In der Motorrad-Weltmeisterschaft
(Stand: Großer Preis von Österreich, 17. August 2025)
| Saison | Klasse  | Team                        | Motorrad    | Rennen | Siege | Zweiter | Dritter | Poles | Schn. Runden | Punkte | Ergebnis |
| ------ | ------- | --------------------------- | ----------- | ------ | ----- | ------- | ------- | ----- | ------------ | ------ | -------- |
| 2011   | 125-cm³ | Andalucia Banca Civica      | Aprilia     | 11     | –     | –       | –       | –     | –            | 44     | 14.      |
| 2012   | Moto3   | Estrella Galicia 0,0        | Suter-Honda | 17     | –     | 1       | 1       | –     | –            | 114    | 8.       |
| 2013   | Moto3   | Mahindra Racing             | Mahindra    | 17     | –     | –       | 1       | 1     | 3            | 150    | 6.       |
| 2014   | Moto3   | Mahindra Racing             | Mahindra    | 18     | –     | –       | 1       | –     | –            | 110    | 10.      |
| 2015   | Moto3   | Red Bull KTM Ajo            | KTM         | 17     | 6     | 3       | –       | 1     | 3            | 254    | 2.       |
| 2016   | Moto2   | Leopard Racing              | Kalex       | 14     | –     | –       | –       | –     | –            | 36     | 21.      |
| 2017   | Moto2   | Red Bull KTM Ajo            | KTM         | 18     | 3     | 2       | 4       | 2     | 3            | 241    | 3.       |
| 2018   | Moto2   | Red Bull KTM Ajo            | KTM         | 18     | 3     | 5       | 4       | –     | 1            | 297    | 2.       |
| 2019   | MotoGP  | Red Bull KTM Tech3          | KTM         | 16     | –     | –       | –       | –     | –            | 33     | 17.      |
| 2020   | MotoGP  | Red Bull KTM Tech3          | KTM         | 14     | 2     | –       | –       | 1     | 1            | 125    | 9.       |
| 2021   | MotoGP  | Red Bull KTM Factory Racing | KTM         | 18     | 1     | 2       | –       | –     | 1            | 94     | 14.      |
| 2022   | MotoGP  | Red Bull KTM Factory Racing | KTM         | 20     | 2     | –       | –       | –     | –            | 149    | 10.      |
| 2023   | MotoGP  | CryptoData RNF MotoGP Team  | Aprilia     | 16     | –     | –       | –       | –     | –            | 76     | 16.      |
| 2024   | MotoGP  | Trackhouse Racing           | Aprilia     | 15     | –     | –       | –       | –     | –            | 75     | 15.      |
| 2025   | MotoGP  | Prima Pramac Yamaha         | Yamaha      | 9      | –     | –       | –       | –     | –            | 6      | 25.      |
| Gesamt | Gesamt  | Gesamt                      | Gesamt      | 237    | 17    | 13      | 11      | 5     | 12           | 1804   |          |

Grand-Prix-Siege
| Saison | Klasse | Rennen                                                     |
| ------ | ------ | ---------------------------------------------------------- |
| 2015   | Moto3  | Italien Niederlande Aragonien Australien Malaysia Valencia |
| 2017   | Moto2  | Australien Malaysia Valencia                               |
| 2018   | Moto2  | Italien Tschechien Valencia                                |
| 2020   | MotoGP | Steiermark Portugal                                        |
| 2021   | MotoGP | Katalonien                                                 |
| 2022   | MotoGP | Indonesien Thailand                                        |

Einzelergebnisse
| Saison | 1        | 2           | 3           | 4          | 5          | 6                      | 7                      | 8              | 9                  | 10                     | 11          | 12                     | 13         | 14             | 15             | 16             | 17         | 18             | 19             | 20       | 21       | 22       |
| ------ | -------- | ----------- | ----------- | ---------- | ---------- | ---------------------- | ---------------------- | -------------- | ------------------ | ---------------------- | ----------- | ---------------------- | ---------- | -------------- | -------------- | -------------- | ---------- | -------------- | -------------- | -------- | -------- | -------- |
| 2011   | Katar    | Spanien     | Portugal    | Frankreich | Katalonien | Vereinigtes Konigreich | Niederlande            | Italien        | Deutschland        | Vereinigte Staaten     | Tschechien  |                        | San Marino | Aragonien      | Japan          | Australien     | Malaysia   | \|\| \|\| \|\| |                |          |          |          |
| 2011   | 10       | DNF         | 7           | 9          | DNF        |                        |                        | 8              | DNF                | [ # 1 ]                | 23          | 8                      | 10         | DNF            |                |                |            |                |                |          |          |          |
| 2012   | Katar    | Spanien     | Portugal    | Frankreich | Katalonien | Vereinigtes Konigreich | Niederlande            | Deutschland    | Italien            | Vereinigte Staaten     |             | Tschechien             | San Marino | Aragonien      | Japan          | Malaysia       | Australien | \|\| \|\| \|\| |                |          |          |          |
| 2012   | 5        | DNF         | DNF         | DNF        | 3          | 10                     | 10                     | 19             | DNF                | [ # 2 ]                | 4           | 9                      | 9          | 8              | 7              | 5              | 2          | DNF            |                |          |          |          |
| 2013   | Katar    | USA-Texas   | Spanien     | Frankreich | Italien    | Katalonien             | Niederlande            | Deutschland    | Vereinigte Staaten |                        | Tschechien  | Vereinigtes Konigreich | San Marino | Aragonien      | Malaysia       | Australien     | Japan      | \|\| \|\| \|\| |                |          |          |          |
| 2013   | 7        | 5           | 16          | DNF        | 4          | 6                      | 4                      | 4              | [ # 2 ]            | 8                      | 9           | 5                      | 7          | 5              | 3              | 26             | 4          | 10             |                |          |          |          |
| 2014   | Katar    | USA-Texas   | Argentinien | Spanien    | Frankreich | Italien                | Katalonien             | Niederlande    | Deutschland        |                        | Tschechien  | Vereinigtes Konigreich | San Marino | Aragonien      | Japan          | Australien     | Malaysia   | \|\| \|\| \|\| |                |          |          |          |
| 2014   | 4        | 15          | DNS         | 14         | 12         | 4                      | 12                     | 3              | DNF                | 7                      | 7           | 4                      | 22         | 7              | DNF            | 7              | DNF        | 8              |                |          |          |          |
| 2015   | Katar    | USA-Texas   | Argentinien | Spanien    | Frankreich | Italien                | Katalonien             | Niederlande    | Deutschland        |                        | Tschechien  | Vereinigtes Konigreich | San Marino | Aragonien      | Japan          | Australien     | Malaysia   | \|\| \|\| \|\| |                |          |          |          |
| 2015   | 16       | DNF         | 4           | 2          | 8          | 1                      | 5                      | 1              | DNS                | 15                     | 8           | 13                     | 2          | 1              | 2              | 1              | 1          | 1              |                |          |          |          |
| 2016   | Katar    | Argentinien | USA-Texas   | Spanien    | Frankreich | Italien                | Katalonien             | Niederlande    | Deutschland        | Osterreich             | Tschechien  | Vereinigtes Konigreich | San Marino | Aragonien      | Japan          | Australien     | Malaysia   | \|\| \|\| \|\| |                |          |          |          |
| 2016   | 11       | 21          | DNF         | DNF        | 9          | 13                     | 8                      | 15             | DNF                | 14                     | 9           | DNF                    | 17         | DNS            | DNS            |                |            | 13             |                |          |          |          |
| 2017   | Katar    | Argentinien | USA-Texas   | Spanien    | Frankreich | Italien                | Katalonien             | Niederlande    | Deutschland        | Tschechien             | Osterreich  | Vereinigtes Konigreich | San Marino | Aragonien      | Japan          | Australien     | Malaysia   | \|\| \|\| \|\| |                |          |          |          |
| 2017   | 4        | 2           | 6           | 3          | 17         | 5                      | 3                      | 5              | 2                  | 3                      | DNF         | 8                      | DNF        | 3              | 7              | 1              | 1          | 1              |                |          |          |          |
| 2018   | Katar    | Argentinien | USA-Texas   | Spanien    | Frankreich | Italien                | Katalonien             | Niederlande    | Deutschland        | Tschechien             | Osterreich  | Vereinigtes Konigreich | San Marino | Aragonien      | Thailand       | Japan          | Australien | Malaysia       | \|\| \|\|      |          |          |          |
| 2018   | 5        | 3           | 3           | 2          | 6          | 1                      | 2                      | 6              | 4                  | 1                      | 2           | C                      | 2          | 7              | 3              | 3              | 11         | 2              | 1              |          |          |          |
| 2019   | Katar    | Argentinien | USA-Texas   | Spanien    | Frankreich | Italien                | Katalonien             | Niederlande    | Deutschland        | Tschechien             | Osterreich  | Vereinigtes Konigreich | San Marino | Aragonien      | Thailand       | Japan          | Australien | Malaysia       | \|\| \|\| \|\| |          |          |          |
| 2019   | 17       | 11          | 14          | 18         | 15         | 16                     | 12                     | 13             | 18                 | 13                     | 8           | DNF                    | 16         | 13             | 16             | 12             | DNS        | DNS            |                |          |          |          |
| 2020   | Katar    | Spanien     | Andalusien  | Tschechien | Osterreich | Steiermark             | San Marino             | Emilia-Romagna | Katalonien         | Frankreich             | Aragonien   |                        | Europa     | Valencia       | \|\| \|\| \|\| |                |            |                |                |          |          |          |
| 2020   | C        | 8           | DNF         | 6          | DNF        | 1                      | 11                     | 5              | DNF                | 6                      | 16          | 6                      | 5          | 6              | 1              |                |            |                |                |          |          |          |
| 2021   | Katar    | Katar       | Portugal    | Spanien    | Frankreich | Italien                | Katalonien             | Deutschland    | Niederlande        | Steiermark             | Osterreich  | Vereinigtes Konigreich | Aragonien  | San Marino     | USA-Texas      | Emilia-Romagna | Portugal   | \|\| \|\| \|\| |                |          |          |          |
| 2021   | 13       | 15          | DNF         | 11         | DNF        | 2                      | 1                      | 2              | 5                  | DNF                    | DNF         | 16                     | 14         | 20             | 11             | DNF            | DNF        | 14             |                |          |          |          |
| 2022   | Katar    | Indonesien  | Argentinien | USA-Texas  | Portugal   | Spanien                | Frankreich             | Italien        | Katalonien         | Deutschland            | Niederlande | Vereinigtes Konigreich | Osterreich | San Marino     | Aragonien      | Japan          | Thailand   | Australien     | Malaysia       | \|\|     |          |          |
| 2022   | DNF      | 1           | 13          | 18         | 5          | 12                     | DNF                    | 9              | 9                  | 9                      | 9           | 6                      | 12         | 11             | 11             | 5              | 1          | 12             | 13             | 5        |          |          |
| 2023   | Portugal | Argentinien | USA-Texas   | Spanien    | Frankreich | Italien                | Deutschland            | Niederlande    | Kasachstan         | Vereinigtes Konigreich | Osterreich  | Katalonien             | San Marino | Indien         | Japan          | Indonesien     | Australien | Thailand       | Malaysia       | Katar    | Valencia |          |
| 2023   | DNF7     |             | 58          | DNF5       |            | DNF                    | 10                     | DNF            | C                  | 4                      | DNF         | 56                     | 6          | 12             | 18             | 12             | 13         | DNF            | DNF            | DNS      |          |          |
| 2024   | Katar    | Portugal    | USA-Texas   | Spanien    | Frankreich | Katalonien             | Italien                | Niederlande    | Deutschland        | Vereinigtes Konigreich | Osterreich  | Aragonien              | San Marino | Emilia-Romagna | Indonesien     | Japan          | Australien | Thailand       | Malaysia       | \|\|     |          |          |
| 2024   | 15       | 8           | 11          | 8          | DNF        | 10                     | 14                     | 15             | 62                 | DNF                    | 12          | DNF5                   | 11         | 10             | DNS            |                |            |                |                | 12       |          |          |
| 2025   | Thailand | Argentinien | USA-Texas   | Katar      | Spanien    | Frankreich             | Vereinigtes Konigreich | Aragonien      | Italien            | Niederlande            | Deutschland | Tschechien             | Osterreich | Ungarn         | Katalonien     | San Marino     | Japan      | Indonesien     | Australien     | Malaysia | Portugal | Valencia |
| 2025   | 14       | DNS         |             |            |            | DNF                    | 16                     | 15             | 13                 | DNF                    | DNF         | 17                     | 17         |                |                |                |            |                |                |          |          |          |

| Legende  | Legende            | Legende                                                          |
| Farbe    | Abkürzung          | Bedeutung                                                        |
| -------- | ------------------ | ---------------------------------------------------------------- |
| Gold     | –                  | Sieg                                                             |
| Silber   | –                  | 2. Platz                                                         |
| Bronze   | –                  | 3. Platz                                                         |
| Grün     | –                  | Platzierung in den Punkten                                       |
| Blau     | –                  | Klassifiziert außerhalb der Punkteränge                          |
| Violett  | DNF                | Rennen nicht beendet (did not finish)                            |
| Violett  | NC                 | nicht klassifiziert (not classified)                             |
| Rot      | DNQ                | nicht qualifiziert (did not qualify)                             |
| Rot      | DNPQ               | in Vorqualifikation gescheitert (did not pre-qualify)            |
| Schwarz  | DSQ                | disqualifiziert (disqualified)                                   |
| Weiß     | DNS                | nicht am Start (did not start)                                   |
| Weiß     | WD                 | zurückgezogen (withdrawn)                                        |
| Hellblau | PO                 | nur am Training teilgenommen (practiced only)                    |
| Hellblau | TD                 | Freitags-Testfahrer (test driver)                                |
| ohne     | DNP                | nicht am Training teilgenommen (did not practice)                |
| ohne     | INJ                | verletzt oder krank (injured)                                    |
| ohne     | EX                 | ausgeschlossen (excluded)                                        |
| ohne     | DNA                | nicht erschienen (did not arrive)                                |
| ohne     | C                  | Rennen abgesagt (cancelled)                                      |
| ohne     | keine WM-Teilnahme |                                                                  |
| sonstige | P/fett             | Pole-Position                                                    |
| sonstige | 1/2/3/4/5/6/7/8    | Punktplatzierung im Sprint-/Qualifikationsrennen                 |
| sonstige | SR/kursiv          | Schnellste Rennrunde                                             |
| sonstige | *                  | nicht im Ziel, aufgrund der zurückgelegten Distanz aber gewertet |
| sonstige | ()                 | Streichresultate                                                 |
| sonstige | unterstrichen      | Führender in der Gesamtwertung                                   |

Anmerkungen
1. ↑  Kein Rennen in der 125-cm³-Klasse
2. 1 2  Kein Rennen in der Moto3-Klasse